# Shevon
Shevon ist ein weiblicher Vorname.

## Herkunft und Bedeutung
Der Name wird zumeist im Irischen (selten im Englischen) verwendet und ist die anglisierte Form von Siobhán. Dieser wiederum ist die irische Form von Jehanne, einer normannisch-französischen Variante von Jeanne.
Weitere irisch-englische Varianten sind Chevonne, Shavonne, Shevaun, Jane und Jean.

## Bekannte Namensträgerinnen
- Shevon Jemie Lai (* 1993), malaysische Badmintonspielerin